# Jessica Dismorr

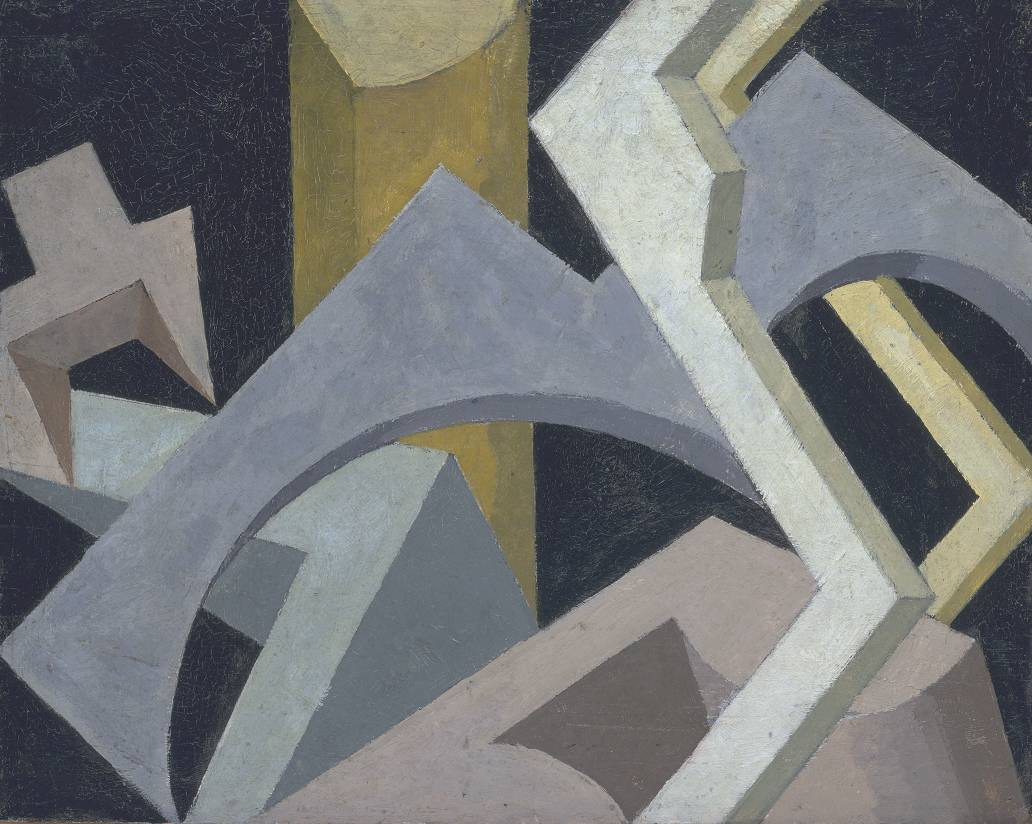
Kompozycja abstrakcyjna ok. 1915

Jessica Stewart Dismorr (ur. 3 marca 1885 w Gravesend w hrabstwie Kent, zm. 29 sierpnia 1939 w Londynie) – angielska malarka, jedna z dwóch kobiet uczestniczących w ruchu wortycyzmu.

## Życiorys
Urodziła się w rodzinie zamożnego przedsiębiorcy. Wkrótce po jej urodzeniu rodzina przeniosła się do Hampstead.
Studiowała malarstwo 1902-1903 w Slade School of Art, a następnie w Étaples we Francji
pod kierunkiem Maxa Bohma i w Académie de la Palette w Paryżu, gdzie przyłączyła się do kręgu Szkockich Kolorystów wokół Johna Duncana Fergussona. W październiku 1912 wystawiała swoje prace w Stafford Gallery w Londynie
Pod wpływem Académie de la Palette jej malarstwo zbliżyło się do fowizmu.
W roku 1914 podpisała manifest ruchu wortycystów, który ukazał się w czasopiśmie „Blast”. Uczestniczyła w wystawie wortycystów w Nowym Jorku w roku 1917.
W okresie I wojny światowej pracowała we Francji jako pielęgniarka. W roku 1920 uległa załamaniu nerwowemu wywołanemu przez jej przeżycia w okresie wojny.
W latach trzydziestych w jej malarstwie dominowała abstrakcja. Na dwa dni przed wybuchem II wojny światowej popełniła samobójstwo.